# Serhij Stachovsky
Serhij Stachovsky (Oekraïens: Сергій Стаховський [serˈɦiɪ̯ stɑˈxɔu̯sʲkɪɪ̯]) (6 januari 1986) is een voormalig tennisspeler uit Oekraïne. Hij begon op zesjarige leeftijd met tennis in het Olympisch Stadion van Kiev.

## Carrière
In 2010 won Stachovsky zijn derde ATP-toernooi, namelijk het ATP-toernooi van Rosmalen. In de finale won hij van Janko Tipsarević met 6-3 en 6-0. In 2013 won hij in de tweede ronde op Wimbledon van Roger Federer met 6-7, 7-6, 7-5 en 7-6.
Begin 2022 werd Stachovsky in de kwalificaties van de Australian Open uitgeschakeld en ging vervolgens op tennispensioen. Tijdens zijn carrière verdiende hij ruim vijf miljoen euro prijzengeld.

## Privé
Eind februari 2022 beval president Poetin de Russische invasie van Oekraïne. Stachovski keerde terug naar zijn vaderland om deel te nemen aan de oorlog. Hij zei: "Ik had het sterke gevoel dat ik dit moést doen. Een extreem lastige beslissing, maar ik had geen andere keuze."

## Palmares
| Legenda                       | Legenda               |
| ----------------------------- | --------------------- |
| Grand Slam                    |                       |
| Olympische Spelen             |                       |
| tot 2009                      | vanaf 2009            |
| Tennis Masters Cup            | ATP Finals            |
| ATP Masters Series            | ATP Tour Masters 1000 |
| ATP International Series Gold | ATP Tour 500          |
| ATP International Series      | ATP Tour 250          |

### Enkelspel
| Nr.                  | Datum             | Toernooi            | Ondergrond    | Tegenstander in finale | Score               |         |
| -------------------- | ----------------- | ------------------- | ------------- | ---------------------- | ------------------- | ------- |
| gewonnen finales     |                   |                     |               |                        |                     |         |
| 1.                   | 2 maart 2008      | ATP Zagreb          | Hardcourt (i) | Ivan Ljubičić          | 7-5, 6-4            | details |
| 2.                   | 1 november 2009   | ATP Sint-Petersburg | Hardcourt (i) | Horacio Zeballos       | 2-6, 7-6(8), 7-6(7) | details |
| 3.                   | 19 juni 2010      | ATP Rosmalen        | Gras          | Janko Tipsarević       | 6-3, 6-0            | details |
| 4.                   | 28 augustus 2010  | ATP New Haven       | Hardcourt     | Denis Istomin          | 3-6, 6-3, 6-4       | details |
| gewonnen challengers |                   |                     |               |                        |                     |         |
| 1.                   | 10 augustus 2008  | Segovia             | Hardcourt     | Thiago Alves           | 7-5, 7-6(4)         |         |
| 2.                   | 18 augustus 2013  | Kazan               | Hardcourt (i) | Valeri Roednev         | 6-2, 6-3            |         |
| 3.                   | 20 juli 2014      | Binghamton          | Hardcourt     | Wayne Odesnik          | 6-4, 7-6(9)         |         |
| 4.                   | 28 september 2014 | Orleans             | Hardcourt (i) | Thomaz Bellucci        | 6-2, 7-5            |         |
| 5.                   | 15 mei 2016       | Busan               | Hardcourt     | Yen-Hsun Lu            | 4-6, 6-3, 7-6(7)    |         |
| 6.                   | 12 augustus 2017  | Portoroz            | Hardcourt     | Matteo Berrettini      | 6-7(4), 7-6(6), 6-3 |         |
| 7.                   | 24 juni 2018      | Ilkley              | Gras          | Oscar Otte             | 6-4, 6-4            |         |

### Dubbelspel
| Nr.                               | Datum             | Toernooi       | Ondergrond    | Partner                  | Tegenstanders in finale                    | Score                 |         |
| --------------------------------- | ----------------- | -------------- | ------------- | ------------------------ | ------------------------------------------ | --------------------- | ------- |
| gewonnen finales mannendubbelspel |                   |                |               |                          |                                            |                       |         |
| 1.                                | 12 oktober 2008   | ATP Moskou     | Hardcourt (i) | Potito Starace           | Stephen Huss Ross Hutchins                 | 7-6(4), 2-6, [10-6]   | details |
| 2.                                | 13 juni 2010      | ATP Halle      | Gras          | Michail Joezjny          | Martin Damm Filip Polášek                  | 4-6, 7-5, [10-7]      | details |
| 3.                                | 26 februari 2011  | ATP Dubai      | Hardcourt     | Michail Joezjny          | Jeremy Chardy Feliciano Lopez              | 4-6, 6-3, [10-3]      | details |
| 4.                                | 21 juli 2019      | ATP Newport    | Gras          | Marcel Granollers        | Marcelo Arévalo Miguel Ángel Reyes-Varela  | 6-7(10), 6-4, [13-11] | details |
| gewonnen challengers              |                   |                |               |                          |                                            |                       |         |
| 1.                                | 10 augustus 2003  | Samarkand      | Gravel        | Victor Bruthans          | Stephen Huss Ross Hutchins                 | 7-6(4), 2-6, [10-6]   |         |
| 2.                                | 20 maart 2005     | Sarajevo       | Hardcourt (i) | Michal Mertiňák          | Lukáš Dlouhý Jan Vacek                     | 6-7(8), 6-2, 6-2      |         |
| 3.                                | 3 juli 2005       | Cordoba        | Hardcourt     | Valdimir Voltchkov       | Nicolas Mahut Gilles Muller                | 7-5, 5-7, 6-1         |         |
| 4.                                | 27 november 2005  | Praag          | Tapijt (i)    | Filip Polášek            | James Auckland Jasper Smit                 | 6-3, 3-6, 7-6(5)      |         |
| 5.                                | 19 november 2006  | Dnepropetrovsk | Hardcourt (i) | Orest Tereshchuk         | Marco Chiudinelli Lovro Zovko              | 6-4, 6-0              |         |
| 6.                                | 1 april 2007      | Fes            | Gravel        | Orest Tereshchuk         | Rabie Chaki Mounir El Aarej                | 6-3, 6-3              |         |
| 7.                                | 29 juli 2007      | Recanati       | Hardcourt     | Fabio Colangelo          | Xin-Yuan Yu Shao-Xuan Zeng                 | 1-6, 7-6(3), [10-7]   |         |
| 8.                                | 11 mei 2008       | Ostrava        | Gravel        | Tomas Zib                | Jan Hernych Igor Zelenay                   | 7-6(6), 3-6, [14-12]  |         |
| 9.                                | 14 september 2008 | Orléans        | Hardcourt (i) | Lovro Zovko              | Jean-Claude Scherrer Igor Zelenay          | 7-6(7), 6-4           |         |
| 10.                               | 29 september 2013 | Orléans        | Hardcourt (i) | Illya Marchenko          | Riardas Berankis Franko Skugor             | 7-5, 6-3              |         |
| 11.                               | 18 mei 2014       | Bordeaux       | Gravel        | Marc Gicquel             | Ryan Harrison Alex Kuznetsov               | walk-over             |         |
| 12.                               | 22 maart 2015     | Irving         | Hardcourt     | Robert Lindstedt         | Benjamin Becker Philipp Petzschner         | 6-4, 6-4              |         |
| 13.                               | 23 oktober 2016   | Nîmes          | Hardcourt     | Jonathan Eysseric        | Stefan Kozlov Akira Santilian              | 6-4, 7-6(4)           |         |
| 14.                               | 13 mei 2017       | Karshi         | Hardcourt     | Denys Molchanov          | Kevin Krawietz Adrián Menéndez Maceiras    | 6-4, 7-6(7)           |         |
| 15.                               | 6 augustus 2017   | Segovia        | Hardcourt     | Adrián Menéndez Maceiras | Roberto Ortega-Olmedo David Vega Hernandez | 4-6, 6-3, [10-7]      |         |

## Resultaten grote toernooien
| Legenda | Legenda                          |
| ------- | -------------------------------- |
| g.t.    | geen toernooi gehouden           |
| l.c.    | lagere categorie                 |
| –       | niet deelgenomen                 |
| G       | uitgeschakeld in de groepsfase   |
| 1R      | uitgeschakeld in de eerste ronde |
| 2R      | uitgeschakeld in de tweede ronde |
| 3R      | uitgeschakeld in de derde ronde  |
| 4R      | uitgeschakeld in de vierde ronde |
| KF      | uitgeschakeld in de kwartfinale  |
| HF      | uitgeschakeld in de halve finale |
| F       | de finale verloren               |
| W       | het toernooi gewonnen            |
| w-v     | winst/verlies-balans             |

### Enkelspel
| Toernooi             | 2008 | 2009 | 2010 | 2011 | 2012 | 2013 | 2014 | 2015 | 2016 | 2017 | 2018 | 2019 | 2020 | 2021 |
| -------------------- | ---- | ---- | ---- | ---- | ---- | ---- | ---- | ---- | ---- | ---- | ---- | ---- | ---- | ---- |
| Grandslamtoernooien  |      |      |      |      |      |      |      |      |      |      |      |      |      |      |
| Australian Open      | –    | 1R   | 1R   | 3R   | 2R   | 1R   | 1R   | 2R   | 1R   | –    | –    | –    | –    | 1R   |
| Roland Garros        | –    | 2R   | 1R   | 3R   | 2R   | 1R   | 1R   | 2R   | –    | 2R   | 2R   | 1R   | –    |      |
| Wimbledon            | 1R   | –    | 1R   | 2R   | 1R   | 3R   | 3R   | 1R   | 2R   | 2R   | 2R   | –    | –    |      |
| US Open              | –    | 1R   | 3R   | 1R   | 1R   | 1R   | 1R   | 3R   | 2R   | –    | –    | –    | –    |      |
| ATP Masters 1000     |      |      |      |      |      |      |      |      |      |      |      |      |      |      |
| Indian Wells         | –    | 2R   | 2R   | –    | 2R   | –    | 2R   | 2R   | –    | –    | –    | –    | g.t. |      |
| Miami                | –    | 1R   | 3R   | 2R   | 1R   | –    | 1R   | 1R   | 2R   | –    | –    | –    | g.t. |      |
| Monte Carlo          | –    | –    | –    | 1R   | –    | –    | –    | 2R   | –    | –    | –    | –    | g.t. |      |
| Hamburg              | –    | l.c. | l.c. | l.c. | l.c. | l.c. | l.c. | l.c. | l.c. | l.c. | l.c. | l.c. | l.c. |      |
| Madrid               | –    | –    | –    | 3R   | 1R   | –    | –    | –    | –    | –    | –    | –    | g.t. |      |
| Rome                 | –    | –    | –    | 2R   | –    | –    | –    | –    | –    | –    | –    | –    | –    |      |
| Montreal/Toronto     | –    | –    | 2R   | 2R   | 1R   | –    | –    | 2R   | –    | –    | –    | –    | g.t. |      |
| Cincinnati           | –    | –    | 1R   | 1R   | 1R   | –    | –    | 1R   | –    | –    | –    | –    | –    |      |
| ATP Shanghai         | l.c. | –    | 1R   | –    | –    | –    | –    | –    | –    | –    | –    | –    | g.t. |      |
| Parijs               | –    | –    | 2R   | 2R   | –    | –    | –    | –    | –    | –    | –    | –    | –    |      |
| Olympische Spelen    |      |      |      |      |      |      |      |      |      |      |      |      |      |      |
| Olympische Spelen    | –    | g.t. | g.t. | g.t. | –    | g.t. | g.t. | g.t. | –    | g.t. | g.t. | g.t. | g.t. |      |
| Statistieken         |      |      |      |      |      |      |      |      |      |      |      |      |      |      |
| Totaal aantal titels | 1    | 1    | 2    | 0    | 0    | 0    | 0    | 0    | 0    | 0    | 0    | 0    | 0    | 0    |
| Eindejaarsranking    | 92   | 60   | 46   | 62   | 103  | 98   | 58   | 62   | 109  | 122  | 134  | 150  | 202  |      |

### Dubbelspel
| Grandslamtoernooien  |      |      |      |     |      |      |      |     |
| Australian Open      | 1R   | 1R   | 2R   | 1R  | 3R   | –    | 1R   | 1R  |
| Roland Garros        | 2R   | 2R   | 2R   | 1R  | 1R   | –    | 1R   | –   |
| Wimbledon            | –    | 3R   | 2R   | 1R  | –    | 1R   | 1R   | 1R  |
| US Open              | 1R   | 3R   | 3R   | 2R  | 3R   | –    | 2R   | 1R  |
| ATP Masters 1000     |      |      |      |     |      |      |      |     |
| Indian Wells         | –    | –    | –    | –   | –    | –    | –    | –   |
| Miami                | –    | –    | 2R   | –   | –    | –    | –    | –   |
| Monte Carlo          | –    | –    | KF   | –   | –    | –    | 1R   | –   |
| Rome                 | –    | –    | –    | –   | –    | –    | –    | –   |
| Madrid               | –    | –    | 1R   | –   | –    | –    | –    | –   |
| Montréal/Toronto     | –    | KF   | 2R   | –   | –    | –    | –    | –   |
| Cincinnati           | –    | 1R   | 1R   | –   | –    | –    | –    | –   |
| Shanghai             | –    | 1R   | –    | –   | –    | –    | –    | –   |
| Parijs               | –    | 2R   | 1R   | –   | –    | –    | –    | –   |
| Olympische Spelen    |      |      |      |     |      |      |      |     |
| Olympische Spelen    | g.t. | g.t. | g.t. | –   | g.t. | g.t. | g.t. | –   |
| Statistieken         |      |      |      |     |      |      |      |     |
| Totaal aantal titels | 0    | 1    | 1    | 0   | 0    | 0    | 0    | 0   |
| Eindejaarsranking    | 173  | 54   | 47   | 232 | 136  | 243  | 137  | 272 |